# تام مکارتر
تام مکارتِر (انگلیسی: Tom MacArthur؛ زادهٔ ۱۶ اکتبر ۱۹۶۰) سیاست‌مدار آمریکایی است که نمایندگی 3rd را بر عهده دارد.